# Cerro Nelly
Der Cerro Nelly ist ein 5676 m hoher Schichtvulkan in der Cordillera Occidental der bolivianischen Anden. Er liegt nahe der Laguna Verde in der Reserva Nacional de Fauna Andina Eduardo Abaroa. 
Rund 20 km südwestlich des Cerro Nelly liegt der Vulkan Licancabur.